# Rehobothkerk (Sint-Maartensdijk)
De Rehobothkerk is een Hervormde kerk, gelegen aan Westvest 2 in Sint-Maartensdijk, gelegen in de Nederlandse provincie Zeeland.

## Geschiedenis
Vanuit de Hervormde Evangelisatie werden in de zondagsschool achter de Sint-Maartenskerk, met de naam Rehoboth vanaf 1933 ook kerkdiensten gehouden.
In 1965 bouwde men een kapel aan de Westvest, welke de naam Schrift en Belijdenis kreeg, en in 1966 werd een buitengewone (hervormde) deelgemeente opgericht. De kapel ging toen Rehobothkerk heten. In 1978 werd deze gemeente als gewone gemeente binnen de Hervormde Kerk erkend. Het kerkgebouw werd in 1992 nog vergroot. De kerkgemeente fungeert tegenwoordig binnen de PKN en heeft een Confessionele signatuur.

## Gebouw
Het betreft een eenvoudig bakstenen zaalkerkje onder zadeldak met een enigszins monumentale toegangsdeur en een klokkengevel. In 1967 werd een Vierdag-orgel aangeschaft, dat in 1982 werd vervangen door een groter orgel, vervaardigd door de firma B. Koch.